# Senserbach
Der Senserbach (niederländisch Selzerbeek oder Sinselbeek, limburgisch Selzerbaek oder Sinselbaach) erstreckt sich über etwa 13 Kilometer von seiner Quelle bei Aachen bis zu seiner Mündung bei Gulpen von rechts in die Göhl (niederländisch: Geul).

## Geographie

### Verlauf
Der Senserbach entspringt auf einer Höhe von etwa 233 m ü. NHN in Deutschland unterhalb des Dreiländerecks Deutschland-Belgien-Niederlande auf dem Vaalserberg und fließt durch Vaalserquartier.
Von Vaals über Lemiers bis Mamelis fließt der Senserbach am Fuße des Südwesthangs des Schneebergs und bildet die natürliche Grenze zwischen den Niederlanden und Deutschland, weswegen er hier auch Grenzbach genannt wird. Zu Zeiten der Existenz des Aachener Reiches war dieser Abschnitt auch Teil des äußeren Ringes des Aachener Landgrabens. In diesem Bereich fließen ihm weitere kleine Bäche zu: die Orsbacher Pütz, der Zieversbach bei Holset, der Hermansbach in Lemiers und der Harleserbach bei Harles.
Hinter Mamelis fließt der Senserbach durch die Niederlande, parallel zum Provinciale weg 278 durch die Orte Nijswiller, Wahlwiller und Partij, bis er in Wittem auf etwa 100 m in die Göhl mündet, die wiederum ein direkter Zufluss der Maas ist.
Damit verläuft der Senserbach über 7,2 Kilometer in Deutschland oder auf der Grenze sowie über weitere 6,2 Kilometer rein in den Niederlanden.

### Zuflüsse
- Zieversbeek (Wijerhofbeek) (links), 3,7 km
- Claasvelderbeek (links), 0,4 km
- Hermansbeek (links), 3,0 km
- Harleserbeek (links), 2,9 km
- Piethaanbron (links), 0,4 km (mit Leegloop Keldersweg 1,5 km)
- Leegloop Mamelis (links), 0,3 km
- (Beek) Platte Boschgrub (rechts), 1,2 km
- Leegloop Biesweg (links), 0,4 km
- Leegloop Biesveld (links), 0,4 km

## Umwelt

### Fauna
Im Bach leben Groppen und an manchen Stellen sogar Bachforellen.

### Wasserqualität
Nach Untersuchungen des MUNLV NRW ist im Senserbach die Belastung mit Pflanzenschutzmitteln, Metallen und sonstigen Schadstoffen gering bzw. unterhalb der Nachweisgrenze (2008).

## Geschichte
Das Gebiet Vaals-Lemiers-Vijlen gehört seit 1661 zu den Niederlanden. Seitdem bildet der Senserbach die alte Reichsgrenze.

## Sehenswürdigkeiten und Bauwerke

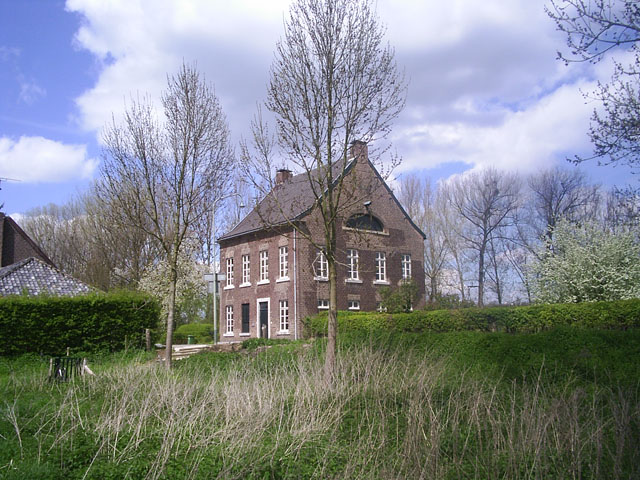
Wittemermolen am Senserbach in Wittem.

Am Senserbach stehen mehrere Wassermühlen: Die Lemierser Mühle, in Mamelis die Schoeërmolen, sowie in Wittem die Mühle des Klosters und die Wittemermolen.